# Palacio de San Carlos (Trujillo)
El Palacio de los Duques de San Carlos, también llamado Palacio de los Carvajal Vargas,  es una edificación plateresca de España localizada en la ciudad de Trujillo (provincia de Cáceres, comunidad autónoma de Extremadura). El expediente de declaración como Bien de Interés fue incoado el 3 de octubre de 1978 (la resolución fue publicada en el BOE el 7 de noviembre de 1978). Fue finalmente declarado mediante Real Decreto Bien de Interés Cultural con la categoría de monumento el 10 de noviembre de 1978 (el decreto fue publicado en el BOE el 2 de enero de 1979). El palacio sufrió un incendio el 15 de julio de 1595 y sus interiores datan de mediados del siglo XVII. El edificio mantiene la portada plateresca original además de la fachada que se ofrece a la calle Domingo.